# Владетели на Картаген
Списък на владетелите и управлявалите Пунически Картаген династии.
Династия Дидони
- Дидона 814 – ок. 760 пр.н.е. (царица)
- неизвестни принцепси от и сред потомците и наследниците на сподвижниците на Дидона
- Ханон I 580 – 556 пр.н.е.
- Малх 556 – 550 пр.н.е.

Династия Магониди
- Магон I 550 – 530 пр.н.е.
- Хасдрубал I 530 – 510 пр.н.е.
- Хамилкар I 510 – 480 пр.н.е., Битка при Химера
- Ханон II 480 – 440 пр.н.е.
- Химилкон I (в Сицилия) 460 – 410 пр.н.е.
- Ханибал I 440 – 406 пр.н.е.
- Химилкон II 406 – 396 пр.н.е.
- Ханон III 344 – 340 пр.н.е.

Династия Ханиди
- Ханон IV 340 – 337 пр.н.е.
- Гискон I 337 – 330 пр.н.е.
- Хамилкар II 330 – 309 пр.н.е.
- Бомилкар 309 – 308 пр.н.е.